# Los Angeles and Salt Lake Railroad
Le Los Angeles and Salt Lake Railroad (sigle de l'AAR: SLR) était un chemin de fer américain de classe I en exploitation dans l'Utah, le Nevada et la Californie. Il fut créé en 1901 dans l'Utah sous le nom de San Pedro, Los Angeles and Salt Lake Railroad. L'idée de cette ligne revenait à Williams Andrews Clark, sénateur américain et un des barons des mines de l'Utah. Pour s'assurer du succès de sa ligne dans l'Utah, il demanda l'aide de Thomas Kearns, sénateur de l'Utah mais aussi magnat du secteur minier et homme de presse. La ligne principale fut achevée en 1905; elle reliait les villes éponymes via Las Vegas, Nevada. Le chemin de fer fut rebaptisé Los Angeles and Salt Lake Railroad en 1916. Il était aussi connu par son surnom officiel, « The Salt Lake Route », et quelquefois par celui plus officieux de « The Clark Road ». La voie est toujours utilisée par l'Union Pacific Railroad.

## Histoire

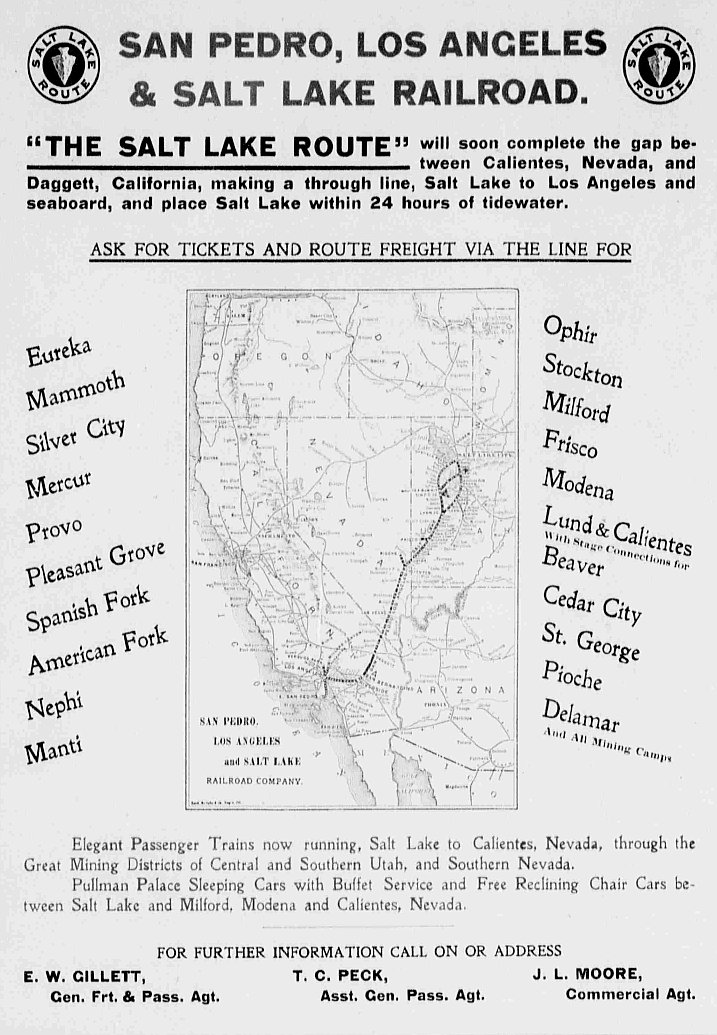
Annonce pour le chemin de fer, publié en 1904. « La route du Salt Lake ».

En 1871, l'Utah Southern Railroad commença à construire sa ligne à partir de Salt Lake City en direction du sud. Contrôlé par l'Union Pacific (UP), il atteignit la ville de Juab (Utah) en 1879. De là, une seconde filiale de l'UP, appelée Utah Southern Railroad Extension, prolongea la ligne jusqu'à Milford en 1880. À la fin du XIXe siècle, ces compagnies et autres lignes furent absorbées par l'Oregon Short Line Railroad qui était une filiale plus importante de l'UP.
Après une pause due à des difficultés financières, la construction reprit au sud de Milford en 1899 jusqu'à atteindre la frontière Utah-Nevada. Des travaux de terrassement furent engagés dans le Nevada, car l'UP avait l'intention d'étendre la ligne jusqu'au sud de la Californie.

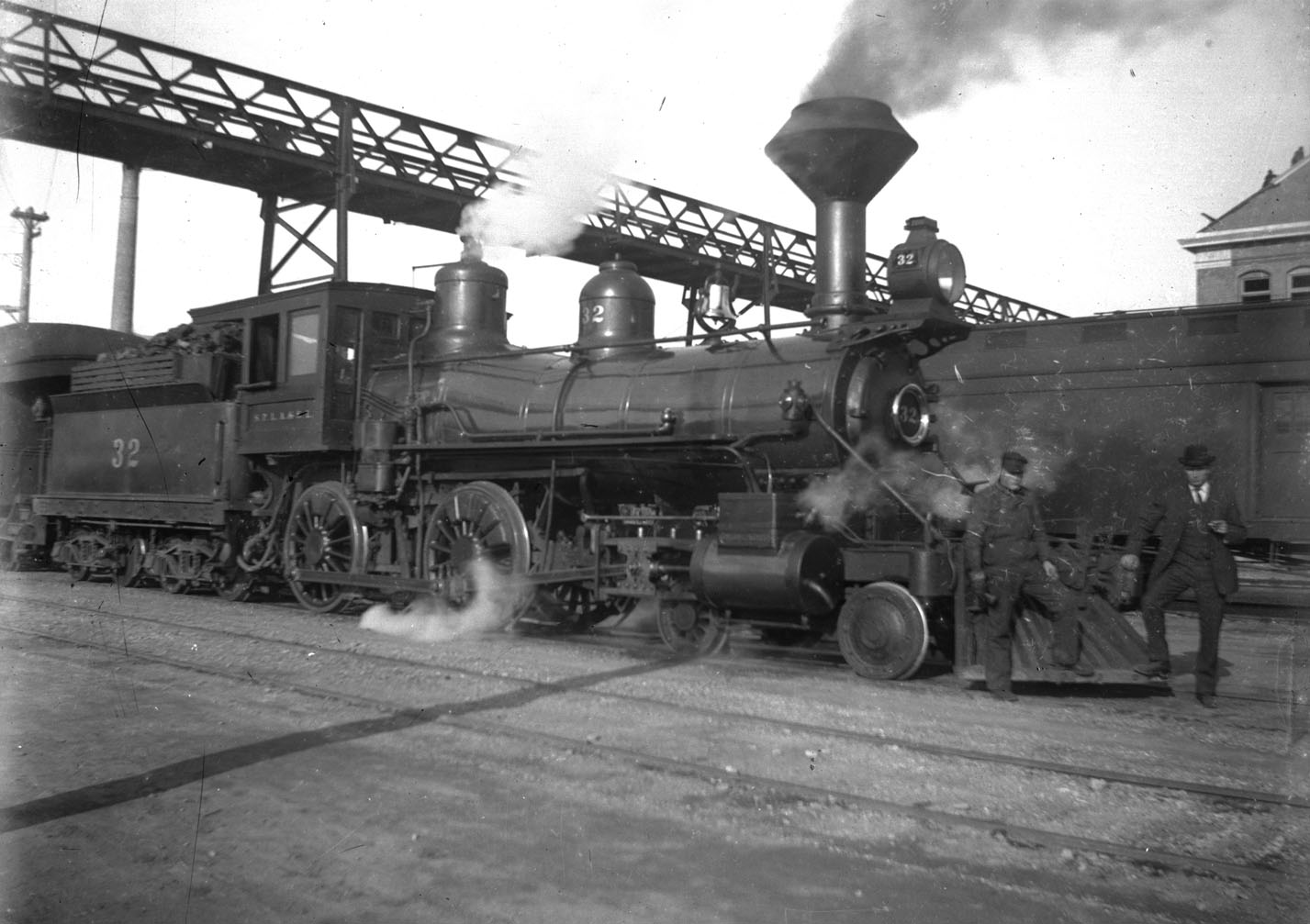
Locomotive no. 32 du San Pedro, Los Angeles, and Salt Lake Railroad, début des années 1900.

Cependant en 1900, un autre acteur entra en scène; le sénateur William Andrews Clark, baron de l'industrie minière du Montana, fit l'acquisition du petit Los Angeles Terminal Railway, avec l'idée de le prolonger vers Salt Lake. La compagnie fut réorganisée sous le nom de San Pedro, Los Angeles and Salt Lake Railroad en 1901. Clark annonça son intention de construire une ligne entre Salt Lake et le sud de la Californie. Pour mener à bien son projet, Clark mobilisa des financiers et des politiciens dans les deux États de Californie et d'Utah, comme le sénateur Thomas Kearns, magnat de l'industrie minière et éditeur de journaux. Mais le formidable leader de l'UP, E.H. Harriman, s'opposa aux plans de Clark.
Clark lança les travaux de construction dans le Nevada à côté de ceux de l'UP. Une brève guerre du rail s'engagea, avant que Clark et Harriman ne conclurent une trêve en 1903. Dans cet accord, Clark racheta la ligne existante de l'UP au sud de Salt Lake, tandis que l'UP reçut 50 % des parts du chemin de fer de Clark. La portion manquante fut rapidement construite via Las Vegas, et la totalité de la ligne Salt Lake-Los Angeles fut ouverte le 1er mai 1905. Clark préféra négocier des droits de passage sur la ligne de l'Atchison, Topeka and Santa Fe Railway pour franchir de col de Cajon Pass, plutôt que d'y construire sa propre ligne.
Le 16 avril 1916, la compagnie supprima les mots "San Pedro" de son nom, puisque l'ancienne ville de San Pedro avait été annexée par Los Angeles en 1909. Le LA&SL conserva son indépendance jusqu'au 27 avril 1921, date à laquelle l'UP accepta de reprendre les parts de Clark. Les lignes du LA&SL furent exploitées comme partie intégrante du réseau de l'UP, bien que le LA&SL continuât d'exister sur le papier jusqu'au 1er janvier 1988.
La ligne principale du LA&SL est toujours utilisée par l'UP de nos jours.

## Lignes et gares
Suivant la pratique ferroviaire standard, le LA&SL désigna une série de localisations sur sa route; ces "division points" servaient de repères pour l'exploitation et les activités de maintenance. Sur sa route partant de Salt Lake en direction du sud-ouest, les villes servant de "division points" furent  Lynndyl, Utah, Milford, Caliente, Las Vegas, Yermo, Californie, et San Bernardino. La compagnie maintenait également une présence dans la ville reculée de Kelso, CA. La presque totalité de la ligne traversait des régions chaotiques et désertiques. D'un bout à l'autre de la ligne il n'y avait aucune ville importante; il fallut attendre le milieu du XXe siècle pour voir le développement rapide de Las Vegas.
Le LA&SL était connu pour ses bâtiments de ses dépôts, dont beaucoup avaient une structure large et imposante construite dans le style architectural Mission Revival. Le plus grand dépôt de ce type, situé à Milford, fut rasé en 1979. Par contre, les gares de Caliente et Kelso sont toujours présentes. Plusieurs petits dépôts de style Mission Revival existent également dans le sud de la Californie. Au moins deux petites gares, celles de Lund et de Black Rock (Utah), furent dessinée par l'architecte Gilbert Stanley Underwood. Le Salt Lake City Depot fut construit dans le style Renaissance française.